# Franz von Jakomini
Franz Ritter von Jacomini-Holzapfel-Waasen (* 10. Oktober 1790 in Graz; † 24. November 1863 in Villach) war ein österreichischer Gewerke und Fabrikbesitzer und Politiker.

## Familie
Jacomini war der Sohn des ständischen Verordneten Kaspar Andreas Jacomini, Ritter von Holzapfel-Waasen. Der Großvater Kaspar Andreas von Jacomini war durch Spekulationen zu Vermögen gekommen und Gründer des Grazer Stadtteils Jakomini. Dessen Sohn Andreas Jacomini (* 1761) erbte nach dem kinderlosen Tod von Friedrich von Holzapfel-Waasen dessen Vermögen, darunter die Herrschaft Waasen unter der Bedingung einer Namensvereinigung. Seitdem trug dieser den Namen Jacomini-Holzapfel-Waasen.
1832 kam es zu einem Prozess, bei dem Michael Ritter Holzapfel-Waasen, ein entfernter Verwandter Friedrichs von Holzapfel-Waasen Franz Ritter von Jacomini-Holzapfel-Waasen verpflichten wollte, den Namenszusatz Holzapfel-Waasen abzulegen. Diese Klage scheiterte.
Die Mutter war Josepha geborene Edle von Wohlfahrt. Franz von Jacomini war römisch-katholischer Konfession und heiratete am 17. Juli 1815 Theresia Holenia (* 17. Januar 1790; † 1854). Aus der Ehe gingen vier Söhne und drei Töchter hervor.

## Leben
Jacomini diente von 1809 bis 1816 in der kaiserlichen Armee und trat danach in den zivilen Staatsdienst. Er wurde Kreiskommissär in Villach und 1820 Sekretär im Gubernium Laibach. Mit der Einheirat in Bleiberger Gewerkenfamilie wurde er Hauptgewerke und Fabrikbesitzer (Drahtseilspinnfabrik in Bleiberg, Glätte- und Menningfabrik sowie eines Bleiplattenwalzwerkes in Nötsch). Er wurde auch Mitglied der Kärntner Handels- und Gewerbekammer. Er ist in der Familiengruft in Bleiberg-Kreuth begraben.

## Politik
Durch den Besitz der Herrschaft Waasen war er Steirischer Landstand.
In der Revolution von 1848/1849 im Kaisertum Österreich wurde er in der Wählergruppe der Industrie in den Provisorischen Kärntner Landtag gewählt, dem er vom 17. Juli 1848 bis zum 4. März 1849 angehörte. Ab dem 17. Oktober 1848 war er  Mitglied des verstärkten provisorischen Landtagsausschusses.